# Activitat física

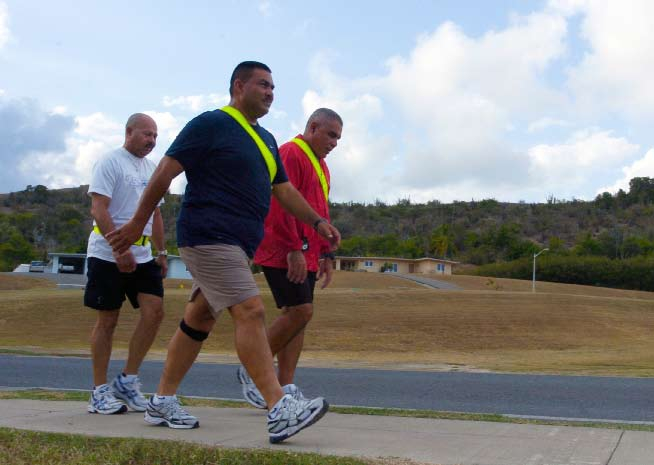
Homes fent exercici a Guantánamo

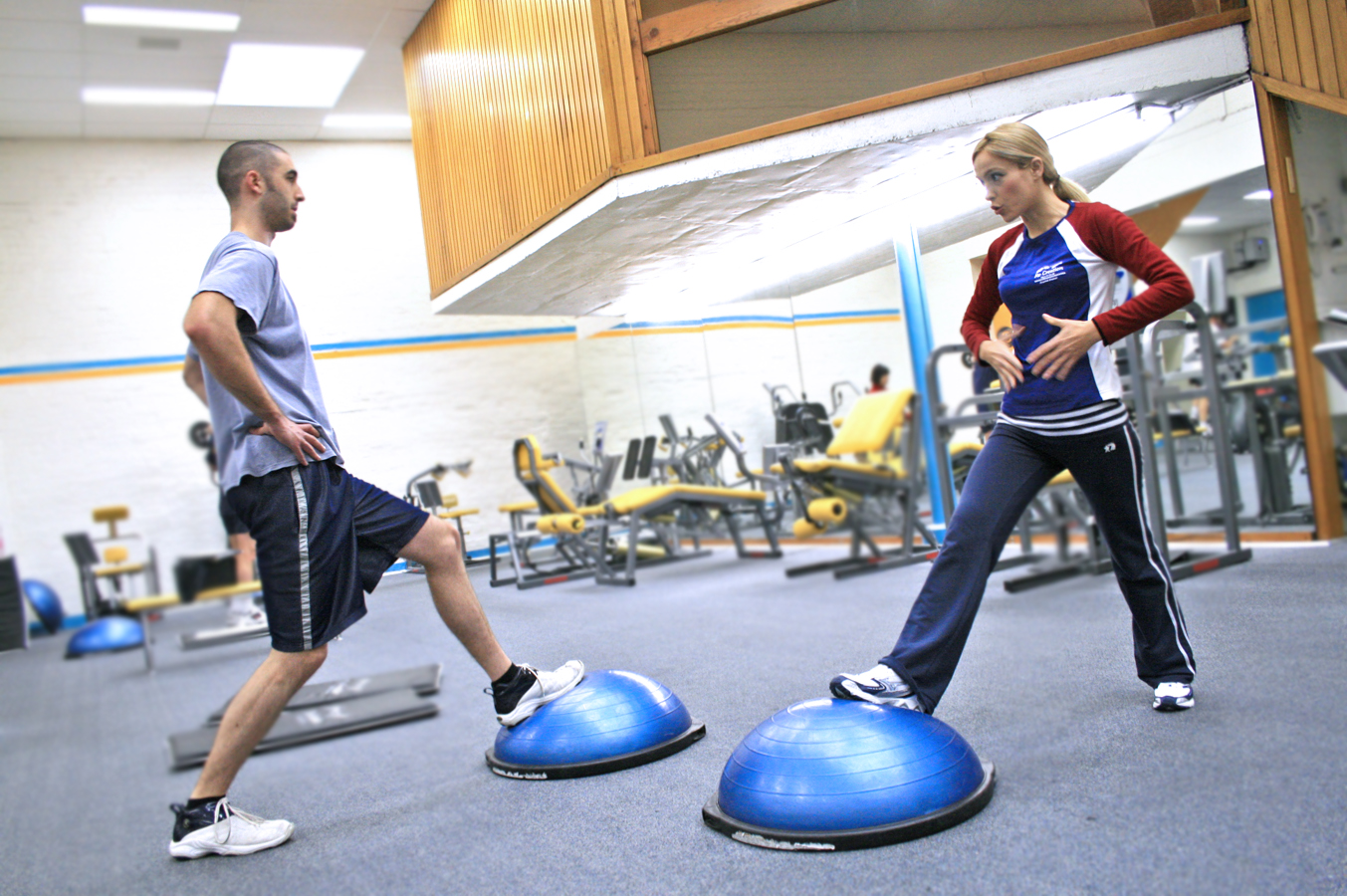
Dues persones fent exercici en un gimnàs

L'activitat física és qualsevol moviment corporal produït per la musculatura esquelètica que té com a resultat una despesa energètica per sobre del metabolisme basal.
En anglès no es fa distinció lingüística entre activitat física i exercici físic.
L'activitat física és tota mena de moviment corporal que realitza l'ésser humà durant un determinat període, ja siga a la seva feina i activitat laboral o en els seus moments d'oci, que augmenta el consum d'energia considerablement i el metabolisme de repòs, és a dir, l'activitat física consumeix calories.
El contrari de l'activitat física és la inactivitat o sedentarisme.

## Consum energètic
Les variables que influeixen en el consum de calories quan es realitza una activitat física són:
- Temps: La quantitat de temps que es dedica a l'activitat física afecta a la quantitat de calories que es consumeixen.
- Pes: La massa corporal d'una persona que realitza una activitat física té una influència sobre la quantitat de calories cremades. Així les persones de major pes consumeixen més calories.
- Ritme: El ritme al que una persona realitza l'activitat física influeix en la quantitat de calories gastades. Per exemple, caminar cinc quilòmetres en una hora consumeix més calories que caminar-ne dos en una hora.

## Salut
El realitzar o aconseguir una activitat física diària és beneficiós per a la salut, de tal manera que les millors activitats físiques són les activitats quotidianes de la vida diària, com caminar, muntar en bicicleta, pujar escales, ballar, jugar, fer les tasques de la llar, fer la compra, si aquestes es realitzen freqüentment.

## Efectes sobre l'organisme
- Metabolisme basal: L'activitat física no només augmenta el consum de calories sinó també el metabolisme basal, que pot romandre elevat després de 30 minuts d'una activitat física moderada. La taxa metabòlica basal pot augmentar un 10% durant 48 hores després de l'activitat física.
- La gana: L'activitat física moderada no augmenta la gana, fins i tot la redueix. Les investigacions indiquen que la disminució de la gana després de l'activitat física és major en individus que són obesos que en els quals tenen un pes corporal ideal.
- Greix corporal: La reducció de calories en la dieta juntament amb l'activitat física pot produir una pèrdua de greix corporal del 98%, mentre que si només es produeix una reducció de calories en la dieta es perd un 25% de massa corporal magra, és a dir, múscul, i menys d'un 75% del greix.

## Esport
L'activitat física inclou l'expressió corporal, el teatre físic, els balls socials, la dansa, els jocs, les excursions, el sexe, l'esport i l'educació física entre moltes altres coses. Cal entendre esport com activitat física reglamentada i amb un suport social important. Per contra, l'abús de l'activitat física sense planificació i vigilància pot ser destructiu. Des d'envelliment cel·lular prematur, desgast emocional i físic, debilitament del sistema immunològic, entre d'altres.